# Ingrid von Rosen
Ingrid Bergman, under första äktenskapet Ingrid von Rosen, född Karlebo den 17 januari 1930 i Kungsholms församling i Stockholm, död 20 maj 1995 i Fårö församling i Gotlands län, var regissören Ingmar Bergmans femte och sista hustru.

## Biografi
Ingrid Bergman var dotter till ingenjören Selim Karlebo och var gift med direktören greve Jan-Carl von Rosen 1953–1971.
Ingrid och Ingmar Bergman vigdes den 11 november 1971, och deras äktenskap varade till hennes död. Hon hade avlagt en filosofie kandidatexamen och var medarbetare i produktionen av några av Bergmans filmer.
Dagboksanteckningar av henne ingår i boken Tre dagböcker, utgiven 2004 av Ingmar Bergman och dottern Maria von Rosen, som Bergman är biologisk far till.
Ingrid Bergman avled på Sophiahemmet i Stockholm och begravdes på Roslags-Bro kyrkogård i en grav reserverad även för Ingmar Bergman, som dock istället begravdes på Fårö. Hennes fyra barn beviljades senare tillstånd att flytta hennes urna till Ingmar Bergmans grav.

## Filmografi (urval)
- 1973 – Viskningar och rop
- 1975 – Trollflöjten